# Пшеросль
Пшеросль (пол. Przerośl) — ранее город, а сейчас деревня в Сувалкском повете Подляского воеводства Польши. Административный центр гмины Пшеросль. Находится примерно в 25 км к северо-западу от центра города Сувалки. По данным переписи 2011 года, в деревне проживало 830 человек.

## История
Пшеросль была основана в 60-х годах XVI века королём Сигизмундом Августом. Король Стефан Баторий наделил её магдебургским правом в 1576 году. В конце XVIII века город входил в состав Гродненского повета Трокского воеводства.
В результате Третьего раздела Речи Посполитой Пшеросль вошла в состав Пруссии, а затем Герцогства Варшавского (1807) и Царства Польского (1812). В 1869 году была лишена статуса города.
В 1975—1998 годах деревня была частью Сувалкского воеводства.